# Оганесян, Артур Эдуардович
Арту́р Эдуа́рдович Оганеся́н (встречаются упоминания как Ованисян, Хованисян, 13 сентября 1975) — спортсмен, обладатель 5-го дана по карате Кёкусинкай, мастер спорта международного класса, чемпион Европы, первый армянин и россиянин, успешно прошедший хякунин-кумитэ. С 1999 года является вице-президентом Федерации Кёкусинкай Армении. В настоящее время — инструктор Со Хомбу Международной организации карате Кёкусинкайкан в Кавагути.

## В Армении
С детства Артур занимался спортом: восемь лет — плаванием и четыре года — боксом, а в 1990 году пришёл в клуб Кёкусинкай Карена Манукяна. По собственному утверждению Артура, тренировки проходили в ужасных условиях: после землетрясения Гюмри лежал в руинах, а в додзё не было ни отопления, ни света. Когда начиналась тренировка, пол в зале покрывала ледяная корка. Часто Артур задумывался о том, чтобы бросить занятия, как сделали многие его товарищи, однако, сомнения, имевшие место до тренировки, рассеивались как только он надевал кимоно и повязывал пояс.
В результате Артур занял первые места на Открытом турнире Северного Кавказа в 1992 году, Чемпионате Москвы (1995) и Чемпионате Армении в абсолютной весовой категории (1995).

## В России
В 1994 году Артур был принят в московский Спортивный клуб «Бусидо», где занимался под руководством В. Фомина, К. Белого, В. Минькова.  Архивировано 16 сентября 2012 года. Занимался в клубе до 2001 года.

## В Японии
В 2005 году Артур отправился в Японию в качестве сотрудника и инструктора Хомбу ИКО. Он является единственным неяпонцем, преподающим карате в японском Хомбу.

## Хякунин-кумитэ
Впервые подобный тест Артур попробовал пройти в системе Международной Федерации Кёкусинкай (IFK) в рамках летней школы 21 июня 1998 года в присутствии Стива Арнейла. Артур намеревался выдержать 30 боёв по две минуты, однако к 27-му бою он совершенно выбился из сил и Арнейл остановил испытание.
29 марта 2009 года Артур Оганесян стал первым армянином и россиянином, успешно прошедшим тест «100 боёв» — хякунин-кумитэ. Испытание проходило в системе Международной Организации Киокушинкай (IKO-1) в Хонбу организации в Токио. Артур одержал 49 побед, из которых два иппона, 22 вазари и 25 побед по решению судей. 12 боёв закончились поражением, 39 — ничьи. Каждый бой длился по полторы минуты.

## Спортивные достижения
| Состязание                                                                   | Вес                          | Дата       | Место   |
| ---------------------------------------------------------------------------- | ---------------------------- | ---------- | ------- |
| Первый Открытый турнир Северного Кавказа среди юниоров, Ростов-на-Дону (ИФК) |                              | 29.03.1992 | Золото  |
| Первенство Москвы среди молодежи до 21 года                                  |                              | 5.03.1995  | Золото  |
| Первый чемпионат Армении                                                     | Абсолютная весовая категория | 28.05.1995 | Золото  |
| Межрегиональный турнир памяти Уварова, г. Ярославль (ИФК)                    |                              | 10.09.1995 | Золото  |
| «Канку профи», командное первенство (ИФК)                                    |                              | 28.10.1995 | Золото  |
| 2-й Евро-азиатский турнир (ИФК)                                              |                              | 10.12.1995 | Золото  |
| Чемпионат Москвы по ката (ИФК)                                               |                              | 30.03.1996 | Серебро |
| Чемпионат России по ката (ИФК)                                               |                              | 11.05.1996 | Золото  |
| Открытый кубок Москвы (ИФК)                                                  |                              | 9.06.1996  | Золото  |
| Чемпионат Москвы (ИФК)                                                       |                              | 10.11.1996 | IV      |
| Чемпионат Москвы (ИФК)                                                       |                              | 27.09.1997 | Золото  |
| 22-й Открытый национальный турнир Великобритании (ИФК)                       |                              | 18.10.1997 | Золото  |
| Чемпионат России (ИФК)                                                       |                              | 22.03.1998 | IV      |
| Открытое Первенство МАИ (ИФК)                                                |                              | 05.03.2000 | Золото  |
| Чемпионат России (ИКО)                                                       |                              | 22.11.2000 | IV      |
| Открытый кубок Москвы (ИКО)                                                  | Абсолютная весовая категория | 17.02.2001 | Серебро |
| Чемпионат Европы (ИКО)                                                       |                              | 25.05.2003 | Бронза  |
| Командная встреча К-1 против Кёкусинкайкан                                   |                              | 30.05.2004 | Золото  |
| Чемпионат Европы (ИКО)                                                       |                              | 15.10.2005 | Золото  |
| Чемпионат Америки (ИКО)                                                      | Абсолютная весовая категория | 2006       | Бронза  |
| Чемпионат Японии (ИКО)                                                       | Тяжёлый                      | 2006       | Бронза  |
| Чемпионат Японии (ИКО)                                                       | Тяжёлый                      | 2007       | Серебро |
| IX Чемпионат Мира (ИКО)                                                      |                              | 2007       | Бронза  |

### Экзамены
- Экзамены на 10—3 кю сданы В. П. Фомину.
- Экзамены на 2—1 кю принимал А. И. Танюшкин
- Экзамен на 1 дан сдан Стиву Арнейлу.

- Подтверждение 1 дана Сугимуре.

- Экзамен на 2 дан принимали К. Мамурин, Р. Габбасов и В. Белов.
- Экзамен на 3 дан сдан кантё Мацуи
- Экзамен на 4 дан сдан Кантё Акиёси Мацуи. Вручение прошло в рамках 4 весового Чемпионата мира Киокушинкай 23 августа 2009 года.[4]
- Экзамен на 5 дан сдан Кантё Акиёси Мацуи 7 сентября 2014 года.[5]